# 공화국 전투찬가
〈공화국 전투찬가〉(共和國戰鬪讚歌, 영어: "The Battle Hymn of the Republic")는 미국의 줄리아 워드 하우가 남북전쟁 시기 이전부터 알려져 있던 노래인 〈존 브라운의 시체〉의 가사를 다듬어 작곡한 노래이다. 가사는 줄리아 워드 하우가 붙였다. 1861년 11월에 작곡되었고, 1862년 월간지 《디 애틀랜틱》 2월호에 실렸다. 노래 가사는 남북전쟁이 마치 성경에 쓰인 말세에 사악을 응징하는 것과 같다는 내용으로 구약성경 이사야서 63장과 신약성서 요한계시록 19장에서 따왔다. 노래는 만들어진 당시부터 널리 불려 왔으며 미국의 애국주의를 대표하는 노래 가운데 하나로 꼽힌다. 대한민국의 개신교에서는 〈마귀들과 싸울지라〉라는 이름의 찬송가로 불리고 있다. 미국 밖 영어권에서는 노래 가사의 앞부분을 따 〈내 눈이 영광을 보았네〉(Mine Eyes Have Seen the Glory)로 알려져 있다.

## 역사

### 오 형제여
후렴구 "영광, 할렐루야"(Glory, Hallelujah)는 미국 남부 기독교의 천막 집회에서 널리 구전되던 것으로 1800년대 초에 이미 기록으로 담긴 것이 있다. 알려진 것 가운데 가장 오래된 것은 〈“가나안의 행복한 강변”〉(Canaan's Happy Shore)으로 이 노래의 가사는 선창자가 "오, 형제여 나를 만나려는가?"를 세 번 반복한 후 "가나안의 행복한 강변에서"라고 노래하면 합창으로 "우리는 함성으로 주께 영광 드리리"를 세 번 노래한 후 "주님께 영광을"하고 노래한다. 이 노래의 합창 부부는 1850년대에 들어 널리 알려진 "영광, 영광, 할렐루야"로 변화한다. 이 후렴구는 미국 남북 전역에 걸쳐 널리 전파되었다.

### 존 브라운의 시체
1861년 5월 12일 일요일, 매사추세츠주 보스턴 인근 워런 요세의 국기 계양식에서 군인들은 〈존 브라운의 시체〉를 부르며 널리알려진 〈오 형제여〉의 "영광, 영광, 할렐루야" 후렴구를 덛붙여 불렀다. 당시는 남북전쟁이 일어난 지 몇 달이 지난 때로, 이 노래가 이런 형식으로 불린 최초의 사례로 알려져 있다. 1890년대에 조지 킴벨은 "타이거" 대대로 알려진 매사추세츠 민병대 제2 보병 대대가 〈존 브라운의 시체〉에 "영광, 영광, 할렐루야"라는 후렴구를 붙여 부른 일을 기록하고 있다. 그의 대대에 존 브라운이라는 쾌활한 스코틀랜드 출신이 있었는데, 이 친구 이름이 하필 노예제 폐지운동의 영웅 하퍼스 페리를 습격한 존 브라운과 같아서 동료들 사이에서 이를 빗대어 놀리곤 했다는 것이다. 이를테면 "이봐 친구, 어서 와서 노예인 우리를 해방시켜줘야지."라거나 "이 친구는 존 브라운이 아니야, 왜냐면 존 브라운은 이미 죽어서 무덤에 묻혔거든."이라는 말들을 했다는 것이다. 그러다가, 〈존 브라운의 시체〉의 노래 가사를 바꾸어 "존 브라운의 시체는 무덤에서 썩고 있지만 그의 혼은 행군중이지" 하고 노래를 부르고는 "영광, 영광, 할렐루야"하는 후렴을 붙이게 되었다고 한다.

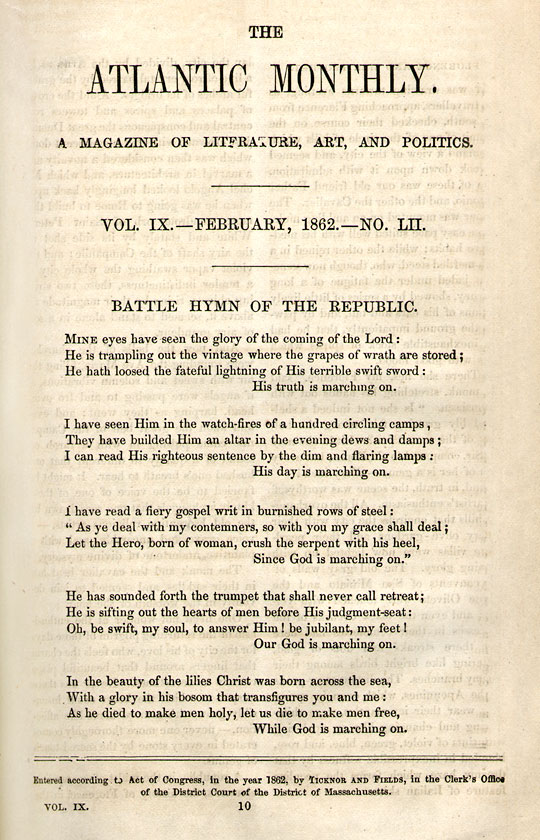
《디 애틀랜틱》 1862년 2월호에 실린 〈공화국 전투찬가〉

대대의 장교 가운데 일부는 노래 가사가 부적절하다고 생각하고 금지 시키기도 했지만, 노래의 확산을 막을 수는 없었다. 이후 여러 다양한 가사들이 지어져 불리게 된 노래는 대대를 넘어 인근 부대로 전파되었고, 지역 시인들도 새로운 가사를 만들어 붙였다. 1918년 출간된 제55 포병대의 공식 사록과 옛 제1 포병대의 공식 기록에서도 타이거 대대가 〈존 브라운의 시체〉를 노랫말을 바꾸어 불렀다고 적고 있으며, 노래 가사는 킴벨이 말한 것과 크게 다르지 않다.

### 전투찬가
킴벨의 대대는 남북전쟁 초기 켄터키주의 머리로 재배치 되었고, 줄리아 워드 하우는 워싱턴 D.C.에서 러퍼스 다우즈가 이끄는 "K" 중대의 행렬이 가사를 바꾼 〈존 브라운의 시체〉를 부르는 것을 들었다. 그들은 위스콘신 제6 의용 보병대 소속이었는데, 중대의 부사관 존 티크너가 선창하자 모두 후렴구를 합창하였다. 하우는 일행이었던 제임스 프리먼 크라크 목사의 의견을 참고하여 새로운 가사를 만들었다. 1861년 11월 18일 하우는 워싱턴 D.C.의 윌러드 호텔에서 "공화국 전투찬가"를 새 노래의 제목으로 정했다.
하우의 〈공화국 전투찬가〉는 1862년 2월 《디 애틀랜틱》에 실렸지만 초기엔 그리 널리 알려지지 않았다. 1863년 필라델피아의 모병 유색인 연대의 감독위원회가 이 노래를 배포하면서 널리 전파되었다. 〈존 브라운의 시체〉와 〈공화국 전투찬가〉는 둘 다 1874년 켐프 신부가 펴낸 〈오래된 합창 민요〉(Old Folks Concert Tunes)에 실렸고, 이 책은 1889년 다시 발간되었다. 책에 실린 두 노래 모두 "영광, 영광, 할렐루야"의 후렴구가 붙어있다.
줄리아 워드 하우는 유명한 교육가였던 새뮤얼 그리들리 하우의 부인이다. 부부는 열렬한 노예 폐지론자였고 북군의 강력한 지지자였다. 새뮤얼 하우는 하퍼스 페리를 습격한 존 브라운도 함께하였던 6인 결사도 가담하였다.

## 악보
〈가나안의 행복한 강변〉은 운문과 후렴이 같은 길이로 되어 있고 둘다 동일한 멜로디와 리듬으로 이루어져 있다. 〈존 브라운의 시체〉는 그보다는 보다 분절되고 율동적인 변화로 이루어진 가사를 추가하였다. 하우의 가사는 이 보다도 짧게 끊어지는 멜로디를 갖고 있다. 〈공화국 전투찬가〉의 가사는 여전히 〈존 브라운의 시체〉와 같은 멜로디 위에 놓여 있지만 당김음을 많이 사용하여 더욱 경쾌한 진행을 보인다.
아래는 다장조로 이루어진 멜로디 예시이다.

## 가사
하우가 1862년 《디 애틀랜틱》에 투고한 가사는 아래와 같다. 합창 부분은 훗날 조금씩 바뀌어 불리기도 하였다.
| 원문 Mine eyes have seen the glory of the coming of the Lord: He is trampling out the vintage where the grapes of wrath are stored; He hath loosed the fateful lightning of His terrible swift sword: His truth is marching on. (Chorus) Glory, glory, hallelujah! His truth is marching on. I have seen Him in the watch-fires of a hundred circling camps, They have builded Him an altar in the evening dews and damps; I can read His righteous sentence by the dim and flaring lamps: His day is marching on. (Chorus) Glory, glory, hallelujah! His day is marching on. I have read a fiery gospel writ in burnished rows of steel: "As ye deal with my contemners, so with you my grace shall deal; Let the Hero, born of woman, crush the serpent with his heel, His truth is marching on." (Chorus) Glory, glory, hallelujah! His truth is marching on. He has sounded forth the trumpet that shall never call retreat; He is sifting out the hearts of men before His judgment-seat: Oh, be swift, my soul, to answer Him! be jubilant, my feet! Our God is marching on. (Chorus) Glory, glory, hallelujah! Our God is marching on. In the beauty of the lilies Christ was born across the sea, With a glory in His bosom that transfigures you and me: As He died to make men holy, let us die to make men free, While God is marching on. (Chorus) Glory, glory, hallelujah! Our God is marching on. | 번역 주님께서 재림하는 영광 내눈에 보이네 재어 두신 분노의 포도 짓밟으며 오시네 공포의 검 휘두르며 운명의 번개 내리시노라 주님의 진리가 오나니 (후렴) 영광, 영광, 할렐루야! 영광, 영광, 할렐루야! 주님의 진리가 오나니 나는 수백 진지 모닥불 속에서 주님 보았네 병사들은 저녁 이슬 습기 속에 주님 제단 쌓았네 나는 흐릿하게 일렁이는 등불 아래에서도 주님의 옳은 판결 읽을 수 있어라 주님의 날이 오나니 (후렴) 영광, 영광, 할렐루야! 주님의 날이 오나니 나는 윤나는 강철 대오 속에 불같이 쓰여진 복음 읽었네 "네 나를 욕보이는 자에게 대적했듯이, 나의 은총또한 너와 함께 할지니 여성이 낳은 영웅이 그 발뒤축으로 뱀을 뭉개 버릴지라" 주님의 진리가 오나니 (후렴) 영광, 영광, 할렐루야! 주님의 진리가 오나니 주님께서 결코 후퇴말라 힘차게 나팔 부셨네 주님께선 당신의 심판 자리에서 사람들 영혼을 걸러내리라 오, 내 영혼아, 어서 빨리, 주님께 답하라! 기뻐하여라, 나의 발아! 우리 하나님께서 오나니 (후렴) 영광, 영광, 할렐루야! 우리 하나님께서 오나니 나리꽃의 아름다움 속에 그리스도께서 바다 건너 나셨노라 영광스레 너와 나 주님 품에서 거룩하게 변모할지니 그분은 사람을 성스럽게 하려 죽으셨듯이, 사람을 자유케 하려 우리를 죽게 하소서 하나님께서 오실 동안 (후렴) 영광, 영광, 할렐루야! 우리 하나님께서 오나니 |

다른 버전에선 아래와 같은 구절이 가사에 추가되어 있다.
| 원문 He is coming like the glory of the morning on the wave, He is Wisdom to the mighty, He is Succour to the brave, So the world shall be His footstool, and the soul of Time His slave, Our God is marching on. | 번역 주님께서 아침 파도 속의 영광과 같이 오고 계시네 주님께서는 강한 자에게는 지혜요 용감한 자에게는 구원일지니 고로 세상은 주님의 발받침이 되리오 역사의 정신은 주님 종이 될지라 우리 하나님께서 오나니 |

## 영향
남북전쟁 동안 〈공화국 전투찬가〉는 종종 일종의 애국가로 불렸다. 이 노래는 윈스턴 처칠의 애창곡이기도 하였다.
제2차 세계대전 동안 미국의 공수부대원 사이에선 이 노래를 개사한 〈낙하산 줄에 묻은 피〉가 불렸다.

## 기타
- 일본의 가전제품 체인점 요도바시 카메라가 이 노래로 〈요도바시의 노래〉를 만들었다.[25]

## 참고 문헌
- Claghorn, Charles Eugene, "Battle Hymn: The Story Behind The Battle Hymn of the Republic". Papers of the Hymn Society in the United States and Canada, XXIX.
- Clifford, Deborah Pickman. 'Mine Eyes Have Seen the Glory: A Biography of Julia Ward Howe. Boston: Little, Brown and Co., 1978. ISBN 0316147478
- Collins, Ace. Songs Sung, Red, White, and Blue: The Stories Behind America's Best-Loved Patriotic Songs. HarperResource, 2003. ISBN 0060513047
- Hall, Florence Howe. The story of the Battle hymn of the republic (Harper, 1916) online
- Hall, Roger Lee. Glory, Hallelujah: Civil War Songs and Hymns, Stoughton: PineTree Press, 2012.
- Jackson, Popular Songs of Nineteenth-Century America, note on "Battle Hymn of the Republic", pp. 263–64.
- Kimball, George (1890), “Origin of the John Brown Song”, 《New England Magazine》, new (Cornell University) 1.
- McWhirter, Christian. Battle Hymns: The Power and Popularity of Music in the Civil War. Chapel Hill, NC: University of North Carolina Press, 2012. ISBN 1469613670
- Scholes, Percy A. "John Brown's Body", The Oxford Companion of Music. Ninth edition. London: Oxford University Press, 1955.
- Snyder, Edward D. "The Biblical Background of the 'Battle Hymn of the Republic,'" New England Quarterly (1951) 24#2 pp. 231-238 in JSTOR
- Stauffer, John, and Benjamin Soskis, eds. The Battle Hymn of the Republic: A Biography of the Song That Marches On (Oxford University Press; 2013) ISBN 978-0-19-933958-7. 380 pages; Traces the history of the melody and lyrics & shows how the hymn has been used on later occasions
- Stutler, Boyd B. Glory, Glory, Hallelujah! The Story of "John Brown's Body" and "Battle Hymn of the Republic." Cincinnati: The C. J. Krehbiel Co., 1960. OCLC 3360355
- Vowell, Sarah. "John Brown's Body," in The Rose and the Briar: Death, Love and Liberty in the American Ballad. Ed. by Sean Wilentz and Greil Marcus. New York: W. W. Norton, 2005. ISBN 0393059545